# Colin McMenamin
Pour les articles homonymes, voir McMenamin.
Colin McMenamin est un footballeur écossais né le 12 février 1981 à Glasgow.

## Carrière
| saison    | club                  | pays       |
| --------- | --------------------- | ---------- |
| 1999-2000 | Annan Athletic        | Écosse     |
| 2000-2002 | Newcastle United      | Angleterre |
| 2002-2003 | Livingston FC Falkirk | Écosse     |
| 2003-2005 | Livingston FC         | Écosse     |
| 2005-2006 | Shrewsbury Town       | Angleterre |
| 2006-2008 | Gretna                | Écosse     |
| 2008-2010 | Dundee FC             | Écosse     |
| 2010-2011 | Queen of the South    | Écosse     |
| 2011-     | Ross County           | Écosse     |